# Mauer an der Via Anelli
Die Mauer an der Via Anelli (auch Mauer von Padua genannt, ital.: Muro di Padova) war eine drei Meter hohe Stahlwand mit einer Länge von 84 Metern in der italienischen Stadt Padua. Sie umschloss seit August 2006 die ursprünglich für Studenten errichtete Wohnanlage La Serenissima. Zuletzt war sie vorwiegend von afrikanischen Zuwanderern bewohnt. Sie liegt an der Via Luigi Anelli im überwiegend von Migranten bewohnten Viertel Stanga in Padova-Est.

## Geschichte
Die Mitte-Links-Stadtverwaltung gab an, die Mauer bauen zu lassen, um dem Anstieg von Kriminalität, insbesondere Drogenhandel, in der Stadt entgegenzuwirken. Die Errichtung der Mauer dauerte nur zwei Tage.
Die Mauer war mit Kontrollstellen der Carabinieri und Überwachungskameras versehen und erregte internationales Medieninteresse. Die Stadtregierung verteidigte den Mauerbau als „die einzige kurzfristige Lösung“, um Drogenhandel und Kriminalität zu bekämpfen. Gegner dieser Lösung sahen in der Aktion der Stadt eine diskriminierende Ghettoisierung.
Im Jahr 2008 war die Mauer abgerissen  und alle Bewohner waren in neuen Unterkünften untergebracht.